# Campanet
Campanet és una vila i municipi del Raiguer de Mallorca. Limita amb els municipis de Selva, Escorca, Pollença, Sa Pobla i Búger.

## Història
El terme de Campanet és habitat d'època preromana. Això ho demostren els diversos jaciments arqueològics del terme i també el mateix nom de la vila, que no prové de campana, com pot semblar, sinó del llatí capanna 'cabana', amb el plural aràbic kapanät.
Després de la Conquesta i del Repartiment, la primera església del terme de Campanet va ser la de Sant Miquel, una capella església de repoblament que funcionà com a nucli religiós dels nous pobladors de la zona. L'alqueria de Campanet fou assignada als homes de Barcelona, juntament amb Ullaró, Huialfàs i Búger, que formaven una sola parròquia.
El segle xiii Campanet i Huialfàs feien part d'un mateix terme, sense viles. Entre les alqueries i rafals més importants hi havia les d'Ullaró, Búger, Crestatx, Huialfàs, Santiani i Monnàber. El 1300 Jaume II amb les Ordinacions, decidí de crear una nova pobla al terme i trià el territori d'Huialfàs per dos motius: perquè les terres de l'alqueria estaven sota alou reial i perquè eren terres més fèrtils i se'n preveia un aprofitament més beneficiós. La pobla es consolidà ràpidament, esdevengué el centre administratiu del terme i el 1315 el rei Sanç manà que l'església titular es traslladàs a la nova pobla, i l'església de Sant Miquel esdevengué sufragània.
El 1345 una nova compra de la possessió de Gabellí parcel·là i establí les terres veïnes de la capella de sant Miquel, amb la intenció de crear un nou nucli de població. Es tractava d'un establiment d'iniciativa privada, que probablement va resistir la pesta de 1348, atès que el nucli és documentat de 1366. Així doncs, a la segona meitat del segle xiv, el centre del municipi girava entorn de l'església i vila de Sant Miquel. Però més tard va néixer un nou nucli entorn de l'alqueria de Campament, on es construí un nou temple el 1398, que amb el temps degué desplaçar l'anterior com a centre del terme. La creença popular actual és que l'antic nucli de Campanet se situava efectivament entorn de l'església de Sant Miquel i que es desplaçà al lloc actual de Campanet quan fou destruït per una riuada. Fos per una riuada o no, el cas és que la pobla de Sant Miquel es despoblà amb el temps, però que els campaneters encara preserven el record del seu origen a Sant Miquel.
El 1366, per concessió de Pere el Cerimoniós, Campanet obté la independència, juntament amb Búger i Ullaró. La darrera modificació del terme es produí el 1823, amb la independència de Búger.

## Població
| Entitat de població | Habitants (2024) |
| Campanet            | 2.795            |
| Ullaró              | 17               |
| Font: INE           |                  |

El nucli de població principal conté diverses àrees amb denominació pròpia: Son Bordoi, Son Maçanet, Son Pocos i Son Puça. Dins el terme municipal hi ha el nucli tradicional d'Ullaró, i un més nou, el de Son Borràs.
La població de dret de Campanet va experimentar un creixement sostingut des de mitjans del segle xix fins al 1920, assolint un màxim de 3.183 habitants. A partir d'aleshores, va començar un descens progressiu, especialment marcat entre els anys 1940 i 1981, quan va arribar al seu mínim de 2.127 habitants. No obstant això, des dels anys 90, la tendència s'ha revertit amb un augment progressiu fins als 2.654 habitants el 2021.
El 2023 la població de dret de Campanet era de 2.790 persones, amb 2.319 residents al nucli principal i les altres a nuclis menors o disseminades. Els primers llinatges més comuns de Campanet són Pons, Martorell, Morell, Bennàssar i Reinés.

## Economia
L'economia de Campanet s'ha basat, fins a gairebé els anys 40 del segle xx, de manera exclusiva en el sector agrari. A partir del 1945 el sector del calçat comença a tenir un paper molt important a la vila, ja que durant aquest any es fan 422.000 parells de sabates, destinades a Mallorca, Cuba i l'exèrcit. Actualment, els sectors predominants són la construcció, els serveis turístics a la zona d'Alcúdia i les indústries i serveis d'Inca i Palma.

## Llocs d'interès

### Patrimoni arquitectònic

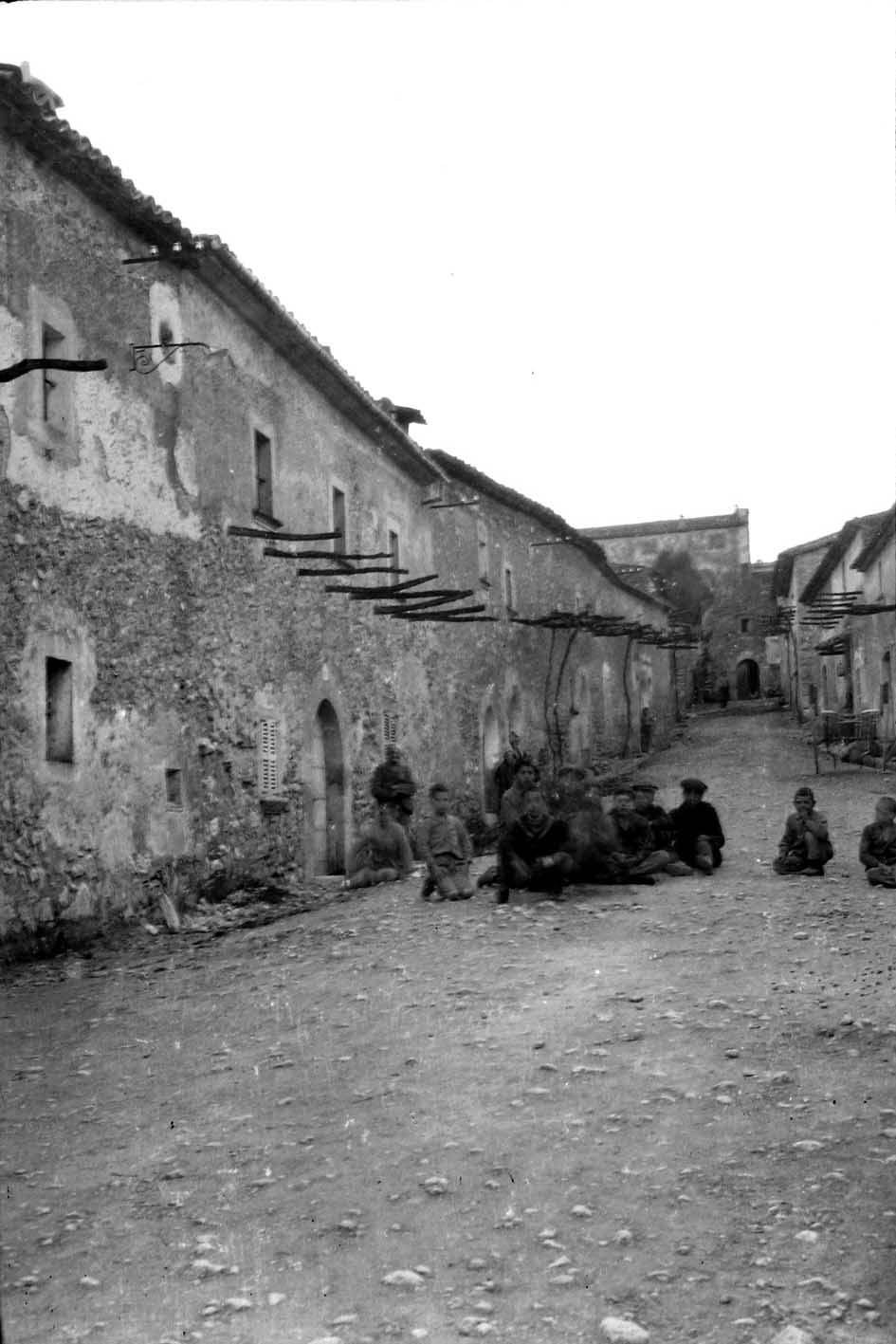
Carrer de Campanet el 1920

Campanet conserva un important llegat arquitectònic que combina edificacions senyorials i construccions tradicionals. Entre els edificis més destacats hi ha les històriques posades de Massana i Biniatró, així com residències notables com Ca'n Ferrer Nou, Ca'n Muntaner i Ca n'Arnavet. A més, el poble acull les cases natals de figures rellevants de la cultura i la literatura mallorquina, com Llorenç Riber i Campins, poeta i escriptor, i Miquel dels Sants Oliver i Tolrà, periodista i intel·lectual.
L'església parroquial, situada a la plaça Major, és un exemple notable de l'arquitectura barroca del segle xviii. L'edifici, construït entre 1717 i 1774, presenta una façana de pedra calcària amb una rosassa central i una inscripció datada de 1737 sota un relleu dedicat a la Verge Maria. L'interior alberga diverses capelles d'interès històric i artístic, com la capella de sant Joan Baptista, on es conserva una escultura de la Verge datada de 1578, i la capella de santa Victòria, que acull el cos del màrtir romà Victorià, una relíquia donada pel papa Pius VI al cardenal Despuig i posteriorment cedida a la parròquia el 1823.
Als afores del poble es troba l'església de Sant Miquel, situada al Pla de Tel. Es tracta d'un dels temples cristians més antics de Mallorca, construït poc després de la conquesta de 1229. L'església segueix l'estructura gòtica primitiva, amb una nau única separada per arcs diafragmàtics. Entre els seus elements més rellevants destaquen un retaule del segle xvi amb la imatge de sant Miquel i una escultura de Crist ubicada sota l'altar del Roser, també del segle xvi. Al segle xv, s'hi va afegir un campanar d'espadanya a l'entrada principal.
D'altra banda, un dels edificis amb més significació històrica és Ca ses Monges, un antic convent fundat el 1874 que va funcionar com a residència de les monges Agustines fins al 2019. L'immoble, de quatre plantes i més de 1.300 metres quadrats, destaca per la seva capella d'estil neogòtic, construïda entre 1921 i 1923, que encara conserva la seva estructura original, amb sostres voltats i detalls ornamentals característics de l'època.

### Patrimoni natural

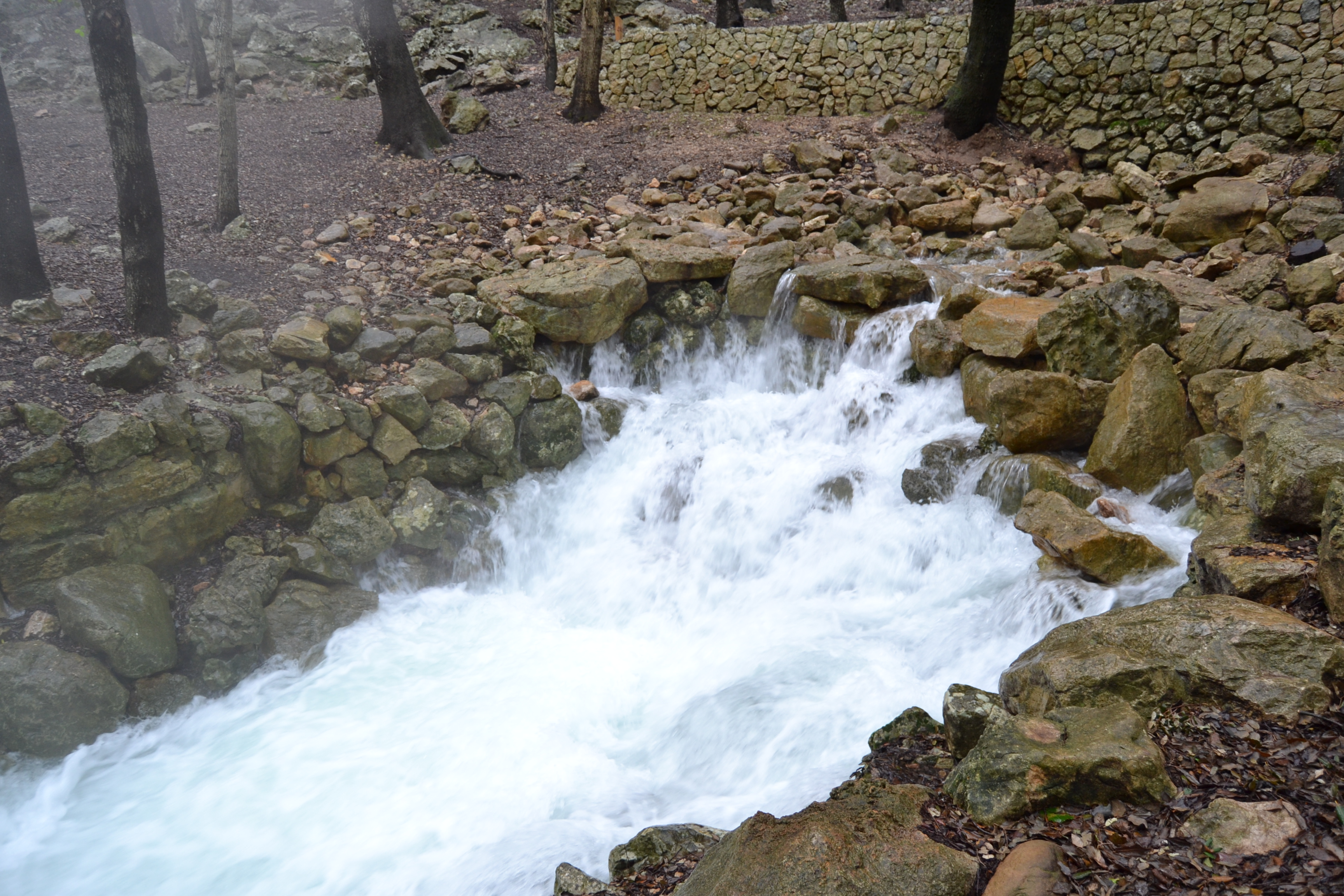
Les Fonts Ufanes

El municipi de Campanet també destaca per la seva riquesa natural, especialment per la presència de formacions geològiques singulars.
Les Coves de Campanet, descobertes el 1945, són un dels principals atractius naturals de la zona. Situades a tres quilòmetres al nord del poble, aquestes cavitats subterrànies cobreixen una àrea de 3.200 m² i arriben a una profunditat de fins a 50 metres. L'itinerari de visita, d'uns 400 metres de recorregut, permet contemplar formacions de calcita, amb sales emblemàtiques com la Sala Romàntica, la Capella de la Verge i la Sala del Llac.
Un altre fenomen geològic destacat són les Fonts Ufanes, una surgència intermitent d'aigua situada a la finca de Gabellí Petit, a prop de Sant Miquel. Aquestes fonts, úniques a Mallorca, brollen de manera sobtada després de períodes de pluges abundants, alimentant el torrent de Sant Miquel.

## Fires i festes
Campanet comença i acaba l'estiu amb dues festes. El segon diumenge de juliol se celebren les festes de Sant Victorià, que és la gran festa dels campaneters i campaneteres. A finals d'estiu, el 29 de setembre, se celebra Sant Miquel, patró de la vila. Pel que fa a les fires, cal destacar la fira de maig, que es du a terme el segon diumenge d'aquest mes.
Durant els darrers anys, una nova celebració ha guanyat força entre els campaneters i els pobles de tot Mallorca: el Carnaval d'Estiu. L'assistència que va tenir aquesta festa l'any 2014 va ser, segons les estimacions, d'unes 7000 persones, quasi triplicant la població del municipi.

## Administració
Batles de Campanet:
- Pere Vilanova (1979-1983), UCD.
- Joan Martorell (1983-1987), AP.
- Francesc Aguiló (1987-2007), PSM.
- Francesc Morell Bibiloni (2007-2010), PSM.
- Joan Amengual (2010- 2013), PSOE.
- Magdalena Solivellas (2013- 2019), MES.
- Rosa Maria Bestard Pons (2019 - 2023),  PSIB
- Guillem Rosselló Alcina (2023 - Actualitat), MES.

Partits polítics de Campanet:
- UCD es presentà només el 1979.
- PSM s'ha presentat des del 1979. El 2015 es presenta dins la coalició MES.
- AP-PP s'ha presentat des del 1979.
- PSOE es presentà per primera vegada el 1987.
- UM es presentà per primera vegada el 1987.
- Gent de Campanet fou una escissió del PP i es presentà el 1991, 1995 i 1999.

## Personatges destacats
Campanet té dos fills il·lustres, el periodista i intel·lectual Miquel dels Sants Oliver i Tolrà i el poeta Llorenç Riber i Campins.
- Llorenç Riber i Campins (1881-1958) fou un escriptor de l'Escola Mallorquina, a més va ser articulista i traductor de clàssics tant al català com a l'espanyol. El 1910 fou Mestre en Gai Saber i el 1927 designat membre de la Real Academia de la Lengua Española.
- Miquel dels Sants Oliver i Tolrà (1884-1920) fou un periodista, assagista, poeta i ideòleg del regionalisme, membre fundador de l'Institut d'Estudis Catalans i director del diari La Vanguardia.
- Damià Pons i Pons fou conseller d'Educació i Cultura del Consell Insular de Mallorca entre el 1995 i 1999 i del Govern Balear entre 1999 i 2003 pel PSM. Actualment és professor de literatura catalana a la UIB i ha publicat diversos reculls de poemes.
- Miquel Palou Buades de Son Garreta (1912-1992) mestre nacional, fou anomenat batle pel Front Popular el març de 1936. Amagat fins acabada la Guerra Civil, sofrí reclusió a les presons de Sant Domingo d'Inca i als Caputxins de Palma (1939-1943).
- Damià Ferrà-Ponç fou conseller insular i diputat pel PSM, després es passa al PSOE, amb el qual va repetir en ambdós càrrecs. Damià Ferrà-Ponç és historiador i és col·laborador destacat de la Revista de Campanet.
- Bartomeu Beltran (1950-2024) era metge i comunicador. Va escriure en alguns mitjans de comunicació i presentà un programa a IB3 i un de medicina a Antena 3. Va ser president del Reial Mallorca l'any en què l'equip va pujar a primera divisió.